# Jean Desprez (homme politique)
Jean Desprez est un homme politique français né le 12 octobre 1752 à Angoulême (Charente) et mort à une date inconnue.

## Biographie
Administrateur du département sous la Révolution, il est élu député de la Charente au Conseil des Cinq-Cents en germinal an VII. Il est sous-préfet de Barbezieux en 1800.

## Sources
- « Jean Desprez (homme politique) », dans Adolphe Robert et Gaston Cougny, Dictionnaire des parlementaires français, Edgar Bourloton, 1889-1891 [détail de l’édition]